# Article 6 de la Constitution de la Cinquième République française
Article 5 Article 7
L'article 6 de la Constitution française du 4 octobre 1958 détermine le mode d'élection du président de la République depuis l'entrée en vigueur de la constitution.

## Texte
« Le Président de la République est élu pour cinq ans au suffrage universel direct.

Nul ne peut exercer plus de deux mandats consécutifs.

Les modalités d'application du présent article sont fixées par une loi organique. »
— Article 6 de la Constitution
La loi organique en question est celle no 62-1292, créée en 1962, qui régule notamment l'âge minimal du vote, l'accès aux moyens de propagande ou les parrainages nécessaires.

## Évolution de l'article
Le deuxième alinéa, qui limite le nombre de mandats successifs, a été introduit par la révision constitutionnelle du 23 juillet 2008.
Avant la révision constitutionnelle du 2 octobre 2000, la durée du mandat était de sept ans.
Avant 1962, le président était élu par un collège de grands électeurs. Seule l'élection présidentielle de 1958 applique ce mode. La rédaction de l'article était alors la suivante :
« Le président de la République est élu pour sept ans par un collège électoral comprenant les membres du Parlement, des conseils généraux et des assemblées des territoires d'outre-mer, ainsi que les représentants élus des conseils municipaux.

Ces représentants sont :
- le maire pour les communes de moins de 1 000 habitants ;
- le maire et le premier adjoint pour les communes de 1 000 à 2 000 habitants ;
- le maire, le premier adjoint et un conseiller municipal pris dans l'ordre du tableau pour les communes de 2 001 à 2 500 habitants ;
- le maire et les deux premiers adjoints pour les communes de 2 501 à 3 000 habitants ;
- le maire, les deux premiers adjoints et trois conseillers municipaux pris dans l'ordre du tableau pour les communes de 3 001 à 6 000 habitants ;
- le maire, les deux premiers adjoints et six conseillers municipaux pris dans l'ordre du tableau pour les communes de 6 001 à 9 000 habitants ;
- tous les conseillers municipaux pour les communes de plus de 9 000 habitants ;
- en outre, pour les communes de plus de 30 000 habitants, des délégués désignés par le conseil municipal à raison de un pour 1 000 habitants en sus de 30 000.

Dans les territoires d'outre-mer de la République, font aussi partie du collège électoral les représentants élus des conseils des collectivités administratives dans les conditions déterminées par une loi organique.
La participation des États membres de la Communauté au collège électoral du président de la République est fixée par accord entre la République et les États membres de la Communauté.

Les modalités d'application du présent article sont fixées par une loi organique. »
— Ancien article 6

## Un président directement élu par les Français
L'élection directe d'un président (au suffrage universel qui plus est) tend à renforcer les pouvoirs de celui-ci, étant donné la légitimité que lui accorde un tel mode d'élection. Une élection directe coïncide souvent avec un parlementarisme dualiste où les pouvoirs du président sont importants. Le système moniste s'oppose au système dualiste où les pouvoirs du président s'effacent devant les pouvoirs du gouvernement et du premier ministre. Toutefois, le régime semi-présidentiel français unique au monde complexifie cette analyse.

## Un mandat de cinq ans
Il s'agissait initialement, lors de son adoption en 2000 par un référendum marqué par son absentéisme, d'un quinquennat renouvelable sans limitation du nombre de mandats. Ce dispositif permet néanmoins de réduire les risques de cohabitations, d'où la théorisation d'un fait majoritaire.

## Limitation à deux mandats successifs
Depuis 2008, son renouvellement consécutif n'est désormais autorisé qu'une seule fois. C'est le président Nicolas Sarkozy qui en fit la demande pour éviter la monopolisation de la fonction politique,,. La mesure n'était initialement pas proposée par le comité Balladur et, durant la navette parlementaire, les termes furent modifiés à plusieurs reprises. Plusieurs politiques tel le député Jacques Myard ou le sénateur Hugues Portelli estimèrent que cette mesure tient du mimétisme de la Constitution des États-Unis, notamment du XXIIe amendement, d'autant qu'aucune autre fonction électorale n'est concernée par cette mesure,.

## Hypothèse d'un troisième mandat
Antérieurement à la réforme, aucun président de la Ve république ne s'était présenté à un troisième mandat. Trois présidents avaient été réélus pour un deuxième mandat : Charles de Gaulle, François Mitterrand et Jacques Chirac. Le premier démissionna au cours de son second mandat, le second le mena à son terme mais n'envisagea pas de se présenter une troisième fois en raison du cancer auquel il succomba peu après la fin de sa présidence ; seul Jacques Chirac considéra cette éventualité mais renonça en raison de mauvais sondages, de son âge (74 ans début 2007) et de la concurrence de Nicolas Sarkozy,,. Emmanuel Macron, après sa réélection en 2022, devint le premier président concerné par l'impossibilité de briguer un troisième mandat consécutif, lui et ses alliés regrettant cette limitation,. 
Les causes d'interruption (l'empêchement, la vacance et la destitution) sont prévues à l'article 7 et au nouvel article 68. En cas d'interruption de mandat, le nouveau président élu bénéficie d'un quinquennat entier.
Dans leur Traité de droit constitutionnel, Francis Hamon et Michel Troper indiquent : « C'est ce qui explique que la limitation soit moins sévère qu'elle ne l'est outre-Atlantique : rien n'empêche un président français d'être élu plus de deux fois, s'il ne s'agit pas de trois mandats consécutifs ». Dans l'optique des deux auteurs, le texte constitutionnel tel qu'il est rédigé n'interdirait pas à un président de la République élu deux fois de suite, après un quinquennat au cours duquel une autre personnalité politique a exercé un mandat de cinq ans, d'être de nouveau élu à un troisième mandat. Le texte interdirait la succession de plus de deux mandats mais il n'empêcherait pas d’être élu de nouveau ultérieurement.
Dans son Manuel de droit constitutionnel, Marie-Anne Cohendet déclare aussi : « Le président est rééligible une seule fois consécutivement. Mais il peut très bien faire un troisième mandat à condition qu'il ne suive pas immédiatement les deux premiers ».
Pour sa part Thomas Hochmann a soutenu qu'un président de la République ne pouvait pas exercer de mandats non consécutifs, sur le fondement des dispositions relatives aux incompatibilités applicables aux membres du Conseil constitutionnel — une loi organique de 1995 ayant déclaré cette fonction incompatible avec tout mandat électoral. 
Mais Julien Jeanneney conteste le raisonnement de Hochmann : les incompatibilités résultant de la loi organique ne sauraient prévaloir sur l'article 6 de la Constitution et les membres de droit du Conseil ne sont pas des membres du Conseil au sens de l'article 4 de la loi organique portant sur l'organisation et le fonctionnement du Conseil constitutionnel, puisque la sanction prévue par cette loi (le remplacement dans leurs fonctions) ne peut leur être appliqué.